# جوهرتپه
جوهرتپه مربوط به دوران پیش از تاریخ ایران باستان - است و در شهرستان علی‌آباد، بخش مرکزی، روستای حسن طبیب واقع شده و این اثر در تاریخ ۱۰ بهمن ۱۳۸۳ با شمارهٔ ثبت ۱۱۲۹۴ به‌عنوان یکی از آثار ملی ایران به ثبت رسیده است.